# 耶森多夫
耶森多夫（德語：Jesendorf）是德国梅克伦堡-前波美拉尼亚州的一个市镇。总面积21.20平方公里，总人口478人，其中男性252人，女性226人（2011年12月31日），人口密度23人/平方公里。